# Michał Śliwiński
Michał Śliwiński (Leópolis, 5 de fevereiro de 1970) é um ex-canoísta russo/polaco/ucraniano especialista em provas de velocidade.

## Carreira
Foi vencedor das medalhas de prata em C-1 500 m em Seul 1988 e em Barcelona 1992.